# Теорија завере замене Аврил Лавињ
Теорија завере замене Аврил Лавињ је теорија завере у којој се наводи да је канадска певачица Аврил Лавињ умрла 2003. године, убрзо након објављивања њеног успешног дебитантског студијског албума Let Go, и да је заменила двојница по имену Мелиса Вандела. Докази који се користе да подрже теорију укључују промене у њеном изгледу између 2003. и данас, наводне сублиминалне поруке, и фотографије на којем има написано име "Мелиса" на руци.
Порекло теорије може се пратити до бразилског блога Avril Está Morta из 2011. („Аврил је мртва“), који је довео до разговора на интернет форумима који су делили наводне доказе о њеној евентуалној замени. Теорија је стекла више пажње у мају 2017, када је корисник Твитера објавио пост у којој се препричава теорија. Сама Лавињ је више пута демантовала теорију.

## Порекло теорије
Порекло теорије замене датира из 2011. године, са бразилским блогом под називом Avril Está Morta, или Аврил је мртва, иако неки извори кажу да гласине датирају још из 2005. године. Теорија наводи да су је притисци славе, у комбинацији са смрћу Лавињиног деде, довели у дубоку депресију након објављивања њеног деби албума из 2002. године и да је певачица убрзо након тога извршила самоубиство.
Према теорији завере, двојница по имену "Мелиса" је првобитно била ангажована да одвуче пажњу папараца, штитећи повучену Лавињ. Наводи се да се она спријатељила са "Мелисом", да је непосредно пре њене наводне смрти она научена како да пева и наступа као музичар, да је након Лавињине смрти њена дискографска кућа сахранила вести и заменила је са "Мелисом Вандела" ради континуираног профита, а да је "Мелиса" снимила сав Лавињин будући рад. Велики део доказа који се цитирају у прилог теорије завере су наводно појављивање и нестанак разних младежа и других мрља на кожи на сликама Лавиње током времена, као и промотивно фотографисање на којем је написано име „Мелиса“ на њеној руци.
Теорија завере је убрзо постала популарна на интернет форумима где су самопроглашени „Аврил ренџери” делили доказе. Један пост из 2012. сугерисао је да је оригинална Аврил можда заиста жива, користећи слику нечега што се чинило да певачица купује сир у време када се „нова Аврил“ наводно борила са лајмском болешћу. Поред промена у њеном изгледу, теорија наводи да су наслов и уметничко дело за други албум "Аврил", Under My Skin, као и у песмама "My Happy Ending", "Together", and "The Best Years of Our Lives" такође докази да у њима постоје сублиминалне поруке. Оригинални блог даље сугерише да Мелиса осећа кривицу због „учешћа у овој фарси“, што је довело до ових порука у текстовима песама.

## Популарност
Теорија је почела да добија на снази у Сједињеним Државама у октобру 2015, када је репортер BuzzFeed-а Рајан Бродерик твитовао о блогу где се доказује да је Аврил преминула. Бродерик је разјаснио свој твит по том питању, помињући да почетни ред оригиналног поста на блогу признаје да је теорија превара и да је „Овај блог креиран да покаже како теорије завере могу изгледати истинито.“
Обмана о смрти је порасла у мају 2017. године, када је средњошколац објавио твитер тему у којој се наводи да је Лавињ умрла и да је замењена крајем 2003. Та тема, која је ретвитована четврт милиона пута, наводи неслагања у певачичином лицу, модни стил и рукопис као доказ њене смрти и замене. Твитер пост у великој мери кореспондира са ранијом завером са једном великом разликом: овог пута, Under My Skin је направљен коришћењем већ постојећих снимака праве Лавињ.
Твитер пост је инспирисала интернет мем у којем би корисници рекли да је славна личност или измишљени лик умрла и замењена, приказујући две слике дотичне фигуре и назвавши је „нит теорије завере“.

## Одговор
Лавињ је први пут упитана о гласинама 2014. током интервјуа за бразилску ТВ емисију током турнеје. Лавињ је упитана да ли је чула за онлајн гласине које тврде да је „умрла и да је заменио клон“, на шта је она одговорила да је први пут чула за то у овом интервјуу, а касније је додала: „Па, овде сам, и овде сам у Бразилу”. У видео снимку интервјуа постављеном на званични Јутјуб канал ТВ емисије, могуће је видети слике блог странице Avril Está Morta одговорне за покретање гласина. Након што се теорија поново појавила на глобалном нивоу 2017. године, Лавињ се осврнула на гласине на Фејсбуку у стриму питања и одговора у новембру 2017, када је обожавалац упитао да ли је мртва, на шта је Лавињ одговорила: „Не, нисам мртва. Овде сам“. Даље је рекла да је теорија настала зато што је „људима само досадно и треба им нешто о чему да причају“. Питање је поново покренуто у интервјуу за аустралијски радио у новембру 2018. На питање о теорији, певачица је одговорила: "Неки људи мисле да ја нисам права ја, што је тако чудно! На пример, зашто би то уопште помислили?" Радио водитељи Кајл и Џеки су рекли да Лавињ „никада није потпуно негирала“ да је замењена и сугерисао да су технолошке потешкоће током интервјуа биле сумњива случајност. У интервјуу за Entertainment Weekly из 2019. године, Лавињ се директно осврнула на теорију, назвавши је „глупом интернет гласином“ и рекавши да је „запрепашћена што су људи то купили“. Лавињ се још једном осврнула на те гласине у интервјуу за Galore Magazine 2022. године, рекавши: „Смешно је јер сви кажу да изгледам исто, али постоји и сад ово да нисам иста као раније. То нема никаквог смисла. Такође, колико насумично? Када људи то изнесу и то је нагађано годинама, да постоји теорија завере да ја нисам ја или тако нешто? Ја сам клон? Како је тако нешто дошло до тога - не знам, то је само најчуднија гласина.“
Године 2013, у одвојеној обмани о смрти наводи се да је Лавињ умрла у несрећи на сноуборду на скијалишту Вислер Блеккомб.
Творац истог бразилског блога који је покренуо заверу се извинио и променио цео пост на блогу да каже да Аврил никада није умрла и да је блог био начин да се покаже како теорије завере могу изгледати истините.